# Bandarra

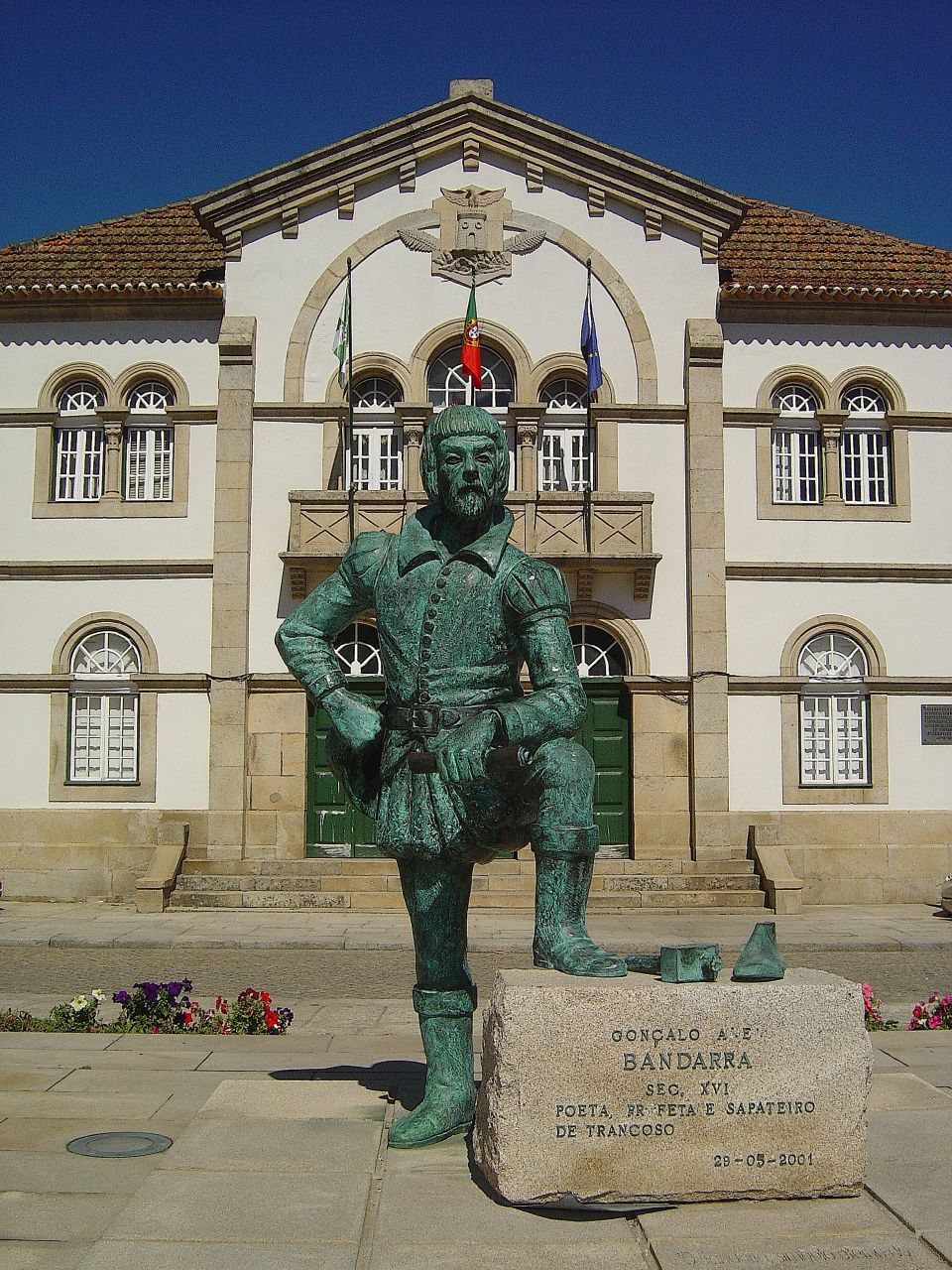
Estatua de Bandarra en su ciudad natal.

António Gonçalves Annes Bandarra, conocido simplemente como Bandarra (Trancoso, 1500 - id., 1556), fue un profeta popular y escritor portugués.
Era zapatero de profesión y se dedicó a la divulgación en verso de profecías de cariz mesiánico. Acusado por la Inquisición de judaizante, aunque no era judío, sus versos fueron incluidos en el Índice de Libros Prohibidos. Pese a la prohibición, continuaron circulando como manuscritos. Su obra se tituló Paráfrase e Concordância de Algumas Profecías de Bandarra y fue editada por D. João de Castro. La obra fue interpretada como una profecía sobre el regreso del rey Don Sebastián después de su desaparición en la Batalla de Alcazarquivir en agosto de 1578. 
Tras ser juzgado por el Tribunal del Santo Oficio en 1541, recibiendo una pena leve, volvió a Trancoso donde pudo morir alrededor de 1556.
En 1815 se editó una nueva edición con el título Trovas Inéditas do Bandarra y entre 1822 e 1823 otra con el título Verdade e Complemento das Profecías. Las Trovas de Bandarra influenciaron el sebastianismo (la idea de que el rey don Sebastián volvería algún día a regir a la nación portuguesa) el jesuita António Vieira y del poeta Fernando Pessoa. 
El jesuita António Vieira descubrió en los versos de Bandarra pruebas para su idea de un Imperio Universal en el cual cristianos y judíos estarían unidos en una Nueva Iglesia, idea a la que puso el nombre de Quinto Imperio. Así, ante la Inquisición, para defender y justificar sus argumentos: 

Que Bandarra fue verdadero Profeta, y con mas claridad que los profetas Santos.

Citó al doctor Gregorio Lopes de Almeida que imprimió en el año 1643 un libro titulado Restauración de Portugal prodigiosa, aprobado por el Santo Oficio, en el cual dice:

El Bandarra en las cosas que escrivió (son palabras expressas suyas en la I Part. cap. 22.) fue alumbrado con particular instinto del cielo, queriendo Dios declararnos lo que al prasente [sic] vemos.

## Cultura popular
- El cineasta Manoel de Oliveira hizo en el año 2000 la película Palabra y utopía en la que relataba la odisea del padre Vieira ante la Inquisición